# Всехсвятский собор (Тула)
Всехсвя́тский собо́р — православный храм в Туле, кафедральный собор Тульской епархии Русской православной церкви. Храм, построенный на возвышенном месте, виден почти из всех точек города.

## История
После указа Екатерины II о запрете захоронений на кладбищах в пределах города тульские власти выделили землю под новое кладбище на юге Тулы. Кладбищенская церковь на посаде вначале была деревянной. Сразу же по её построении, в марте 1773 года по прошению жителей Тулы дана была благословенная грамота на возведение каменной церкви во имя Второго Пришествия Христова с приделами во имя Воскрешения Лазаря и во имя Всех Святых. Строителем храма стал купец Герасим Стефанович Сушкин, но в 1774 году он умер, и позже был погребён в алтарной части храма. Строительство продолжил его зять, купец I гильдии Иван Афанасьевич Герасимов.
В 1776 году одноэтажная церковь была построена и освящена. Иконы местного ряда для неё написаны иконописцем, тульским оружейником Григорием Ивановичем Белоусовым. В церковной описи, приложенной к делу об освящении храма, говорится: «Свежесть красок, тщательность, даже некоторая художественность отделки фигур, в особенности лиц, и другие достоинства иконописного искусства ставят Белоусова выше обыкновенных иконописцев».
В 1788 году душеприказчики тульского купца Никифора Трофимовича Девяткина просили дозволения построить на посадском кладбище «верхнюю церковь» во имя Преображения Господня на завещанные им для этого деньги. Второй этаж отстроили за два года, но произошло несчастье, угрожавшее опасностью всему зданию: 8 августа 1790 года после завершения литургии, которую служили в нижней церкви, обрушился один из пяти куполов, увенчивающих церковь, проломил своды и верхнего, и нижнего храма. При этом погибли три человека. Губернский архитектор Никифор Сокольников запретил проводить службы в нижней церкви, и возобновили их только через пять лет.
Строительство верхнего храма завершили в 1797 году, а освятили его в 1825 году. В краеведческой литературе встречается предположение, что проект нового, облегченного и недоразвитого, пятиглавия Всехсвятской церкви разработал тульский архитектор Козьма Сокольников. На это указывает характерная постановка цельного купола храма почти непосредственно, без барабана, на основной объём здания — приём, встречающийся в Туле только здесь и в церкви Рождества Богородицы в Гончарах, спроектированной Козьмой Сокольниковым. Сходны и формы куполов этих двух храмов, и полукруглые люкарны — окна в куполе, освещающие внутреннее пространство здания.
В 1863 году в правой стороне верхней церкви был освящен престол во имя Воскресения Христова.
На протяжении сорока лет в ведении причта Всехсвятской церкви находилась часовня на Хлебной площади. Стояла она примерно в нынешней северной части Центрального рынка недалеко от входа с улицы Пирогова. Часовня была каменной, крыта железом, окрашенным медянкой, имела пять глав. Среднюю, большую венчал позолоченный крест, четыре малые — покрашенные железные кресты. Всесвятской называлась одна из тульских улиц — часть современной улицы Л. Толстого от кладбищенской стены до улицы Новомосковской.
С 1923 по 1944 год храм находился в ведении обновлеческой Тульской епархии; после закрытия Успенского кафедрального собора в кремле в феврале 1930 года считался каферальным собором обновленцев. Последний Тульский обновленческий архиепископ Пётр Турбин 17 января 1944 года принёс покаяние и был принят в Московский патриархат в сане протоиерея. Вскоре церковь стала кафедральным собором Тульской и Белёвской епархии: 13 июля 1944 года архиепископом Тульским был назначен воссоединённый из обновленчества епископ Виталий (Введенский), ранее, в 1922—1930 годах, занимавший Тульскую обновленческую кафедру.
Стены нижнего и верхнего храмов собора были расписаны в 1955—1960 годы московскими художниками Павлом Александровичем Гладковым и Виктором Михайловичем Голубевым. В 1960 году, согласно Постановлению Совета Министров РСФСР, Всехсвятский собор и колокольня были поставлены на государственную охрану как памятники истории и культуры. По благословению митрополита Тульского и Белёвского Ювеналия осуществлена реконструкция колокольни Всехсвятского собора; работы начались в феврале 1978 года.
К декабрю 1978 года были закончены внешние работы, выполнены перекрытия девяти этажей железобетонными плитами, устроено отопление. В 1979 году установлен и пущен в эксплуатацию лифт. 17 июня 1979 года колокольня была освящена. К декабрю завершились штукатурные и отделочные работы внутри всей колокольни. Представительский зал на втором этаже колокольни расписал московский художник Борис Иванович Мухин. Организацией всех работ по реконструкции колокольни занимался ключарь Всехсвятского собора протоиерей Лев Махно.
В 1988 году Всехсвятский кафедральный собор был центром праздничных мероприятий посвящённых 1000-летию крещения Руси.
2 декабря 2003 года в ночное время была впервые включена подсветка колокольни Всехсвятского собора.

## Архитектура
Архитектурное решение Всехсвятской церкви характеризуется как переход от барокко к классическому стилю. По своему стилю храм относится к раннему русскому классицизму 1760—1770 годов, господствовавшему короткий период времени между затухающим творчеством Растрелли и началом деятельности Василия Баженова.
Первый этаж церкви украшен энергичной рустовкой. Два верхних этажа, занимаемые двухсветной верхней церковью, объединены эффектными четырёхколонными портиками, увенчанными треугольными фронтонами. Влияние предшествующей эпохи барокко сказалось в усложненности церковного плана, в богатой пластике фасадов, в типично барочных, ничего не несущих колоннах и углах здания, в сложной креповке карнизов и т. п.
Большие оконные проемы в общем оформлении фасадов придают зданию скорее гражданский, чем культовый характер. Архитектурное решение церкви, начатой через год после окончания здания академии художеств в Петербурге, находится под явным влиянием выдающегося творения Александра Кокоринова и Деламота.

## Колокольня
В 1803 году старосте Всехсвятской церкви купцу В. Курбатову была дана книга для сбора денег на построение колокольни. Средства собирались очень медленно. Возводить колокольню начали только в 1833 году, и за четверть века её не довели даже до половины. Затем строительство продолжилось ускоренными темпами и было завершено в 1863 году. Трехъярусная колокольня, увенчанная высоким шпилем, расположенная на одной из наивысших точек Тулы, была доминирующей вертикалью города. Она замыкает собой перспективы нескольких улиц (Пирогова, Тимирязева и других). Колокольня имеет высоту 82 метра.
Автором проекта колокольни был ученик знаменитого Карло Росси архитектор В. Ф. Федосеев. Между началом строительства церкви и колокольни прошло более полувека, но В. Ф. Федосееву удалось сохранить архитектурное единство Всехсвятского ансамбля путём творческого переосмысления форм здания церкви. Барочная сложность плана храма нашла отражение в непростом построении нижнего яруса звонницы. Ничего не несущие колонны нижнего яруса, портики со спаренными колоннами на углах на верхних ярусах перекликаются с аналогичными элементами здания храма.
Наибольшие вклады на строительство колокольни внесли известный благотворитель, потомственный почетный гражданин С. Т. Красноглазое (6,5 тысяч рублей) и городской голова Н. Н. Добрынин (более 3,6 тысяч). Н. Н. Добрынин заказал также крест на колокольню. Колокола бесплатно отлил хозяин единственного тогда в городе колокольного завода купец Н. И. Черников. Церковный староста купец Петр Прокофьевич Миронов оплатил изготовление самого большого тульского колокола весом в тысячу пудов — 16,38 тонн. Он появился на колокольне Всехсвятской церкви в 1889 году.
Колокольню украшают четыре фигуры ангелов, возвещающих Второе Пришествие Христа и Страшный суд. Они были изготовлены и установлены на средства церковного старосты купца Николая Григорьевича Пирожникова.

## Реликвии
Главная святыня — Казанская икона Божией Матери из тульской Казанской церкви, разрушенной в 1929 году. Возможно, это та самая икона, которую прислал в Тулу митрополит Казанский Маркелл в 1698 году.
Ещё одна святыня — образ Николая Чудотворца афонского письма, находившийся в Казанском храме в Мяснове. На её оборотной стороне имеется надпись: «Сия св. Икона „Святителя Христова Николая“ писана и освящена на св. Горе Афонской в обители Благовещения. Жертва от Максима Ивановича Губернаторова в храм Казанской Божией Матери. Настоятель схимонах Парфений с братиею. Св. Гора Афон. 1894 год». Икона исчезла при разрушении Казанской церкви. Позже алтарница Всехсвятского храма выкупила образ Николая Чудотворца за бутылку водки у плотников, которые намеревались использовать икону в качестве досок для пола.
Во Всехсвятском соборе имеется частица мощей великомученика Пантелеймона целителя. Их принес в храм архимандрит Пантелеймон (Якименко), получивший святыню от своего духовного наставника архимандрита Макария (Кобякова), который, в свою очередь, был духовным сыном и келейником священномученика Игнатия (Садковского).
В числе святынь храма — икона с частицей мощей митрополита Иоанна Тобольского; икона с частицей мощей праведного Лазаря, епископа Китийского; икона святителя Митрофана Воронежского с частицей мощей; икона святителя Феодосия Черниговского с частицей его облачения и икона блаженной Матроны с частицей мощей.
Святейший Патриарх Московский и всея Руси Кирилл преподнес храму икону Собор святителей Московских. На иконе имеется надпись: «Дар Всехсвятскому кафедральному собору в память о Нашем посещении и служении в нём 11 марта 2009 г. Кирилл, Патриарх Московский и всея Руси».
В числе реликвий Всехсвятского собора — напрестольное Евангелие, подаренное храму Святейшим Патриархом Алексием I (Симанским).
В правом приделе нижнего храма покоились мощи Св. Иоанна Тульского, которые в январе 2007 года были перенесены в Успенский кафедральный собор, где и находятся в настоящее время.

## Социальная деятельность
Богадельня при Всехсвятской церкви упоминается ещё в 1782 году. В 1863 году при храме действовала деревянная богадельня, рассчитанная на проживание в ней 10 человек. В 1988 году при Всехсвятском соборе было создано Общество милосердия. Они осуществляли патронажный уход за одинокими больными престарелыми людьми и инвалидами. Деятельность сестричества продолжается и по сей день.
В 1898 году при храме была открыта церковно-приходская школа. При Всехсвятском соборе действует отдел Тульской епархии по благотворительности и социальному служению.

## Духовенство
- Настоятель храма — протоиерей Сергий Резухин[4]